# Australian Reptile Park
Het Australian Reptile Park is een attractiepark en reptielencentrum in Somersby in de Australische deelstaat New South Wales, ongeveer 60 km ten noordwesten van Sydney in de regio Central Coast.

## Geschiedenis
In 1948 opende slangenjager en -melker Eric Worrell het Ocean Beach Aquarium in dezelfde regio. In dit reptielencentrum hield hij honderden slangen, als attractie voor het publiek, maar vooral voor het verzamelen van slangengif, essentieel voor de productie van tegengif. In de jaren vijftig molk hij tot 3000 slangen per jaar en werd het park hofleverancier van de Commonwealth Serum Laboratories, de belangrijkste Australische producent van tegengif.
In 1958 werd voor een nieuwe locatie gekozen, waar in 1959 Eric Worrell's Australian Reptile Park voor het publiek werd geopend. In 1962 werd een officiële dierentuinstatus verkregen, waardoor het park zonder tussenkomst van derden dieren kon importeren. Al snel werd ARP de belangrijkste toeristische trekpleister van de regio. Het park werd uitgebreid met een zwembad, een treintje en een picknickweide. Naast reptielen als hagedissen, slangen en krokodillen kon het publiek er verscheidene Australische zoogdieren bewonderen.
Eind jaren zeventig en eerste helft van de jaren tachtig begon het park in een aantal opzichten terug te lopen. Op enig moment heeft het er naar uitgezien dat park, dieren en inboedel geveild zouden gaan worden. Toch wist de tweede ex-vrouw van oprichter Worrell, met behulp van een lokale zakenman. het park te redden. Opnieuw kon een opwaartse lijn gevonden worden, die culmineerde in de verhuizing van het park naar de huidige locatie in Somersby. Het park won enkele prijzen van de toerismebranche, maar werd in 2000 grotendeels door brand verwoest. Bij de herbouw werden nieuwe attracties toegevoegd, waarbij ook gebruik gemaakt werd van moderne animatronics.

## Gifstoffen
Ook thans is de productie van dierlijke gifstoffen een van de hoofdactiviteiten van het park. Het Australian Reptile Park is nog steeds de belangrijkste leverancier van CSL. Met regelmaat wordt het grote publiek rond Sydney opgeroepen tunnelspinnen te vangen en op te sturen, voor de productie van gif.